# Wasyl Remesło
Wasyl Mykołajowicz Remesło (ukr. Василь Миколайович Ремесло, ur. 28 stycznia?/10 lutego 1907 we wsi Tepliwka w rejonie pyriatyńskim, zm. 4 września 1983 w Mironówce) – ukraiński selekcjoner roślin, akademik Akademii Nauk ZSRR i Wszechzwiązkowej Akademii Nauk Rolniczych im. Lenina (WASCHNIL).

## Życiorys
W 1922 skończył szkołę rolniczą w Łubniach, a w 1928 Masłowski Instytut Selekcji i Nasiennictwa im. Timiriazewa, pracował w sowchozie jako agronom-nasiennik, w latach 1929–1930 odbywał służbę wojskową. Potem został pracownikiem naukowym w dagestańskiej stacji doświadczalno-selekcyjnej im. Achundowa w Derbencie, 1931–1933 pracował w Moskwie w Siemienowodsojuzie przy Ludowym Komisariacie Rolnictwa ZSRR, później w stacji selekcyjnej i we Wszechzwiązkowym Instytucie Uprawy Roślin Wawiłowa. W marcu 1942 został zmobilizowany do armii, po wojnie zdemobilizowany, od marca 1948 pracował w stacji selekcyjno-doświadczalnej w Mironówce, której został zastępcą dyrektora, a w 1964 dyrektorem. W 1964 uzyskał tytuł doktora i został akademikiem WASCHNIL, a w 1974 akademikiem Akademii Nauk ZSRR, jednocześnie od 1974 był członkiem korespondentem Akademii Nauk Rolniczych NRD. Napisał ponad 200 prac naukowych, w tym 5 monografii. Wiele prac opublikował za granicą.

## Odznaczenia i nagrody
- Medal Sierp i Młot Bohatera Pracy Socjalistycznej (dwukrotnie – 26 czerwca 1966 i 9 lutego 1977)
- Order Lenina (czterokrotnie – 1966, 1973, 1975 i 1977)
- Order Rewolucji Październikowej (1971)
- Order Wojny Ojczyźnianej II klasy (1945)
- Order Czerwonego Sztandaru Pracy (1950)
- Order „Znak Honoru” (1958)
- Nagroda Leninowska (1963)
- Nagroda Państwowa ZSRR (1979)
- Nagroda Państwowa NRD 1 stopnia (NRD, 1976)
- Order Pracy (Czechosłowacja, 18 marca 1968)

I wiele medali ZSRR, medali Wystawy Osiągnięć Gospodarki Narodowej ZSRR i trzy inne ordery zagraniczne.